# ツェザリ・モゼレフスキー
ツェザリ・モゼレフスキー（英語: Cezary Modzelewski）は、日本で活動するミュージカル俳優および元バレエダンサーである。
ポーランド出身で現在は日本在住。劇団四季所属。

## 来歴
ポーランド国内のバレエ学校に10歳の頃に入学し9年間在学した。19歳の頃にポーランド国立バレエ団に入団し、バレエダンサーとして所属し、バレエ、オペラ、ミュージカルの舞台で活動していた。バレエ団時代に劇団四季のライオンキング開幕ドキュメント映像をテレビで観たことにより劇団四季へ興味を持ち、2014年6月に劇団四季オーディションに合格したことに伴い、3年間在籍したバレエ団を退団して来日する。同年11月16日に自由劇場で開幕したコンタクト東京公演初日に貴族役で来日初および劇団四季初舞台出演を果たした。

## 人物
元々日本語は全く話せなかったが、来日後に習得している。
コンタクトの初稽古時には他の参加者からはブロードウェイのスタッフだと思われていた事を公表している。

## 主な出演作品
- コンタクト（貴族）
- ウェストサイド物語（ディーゼル）
- キャッツ（タンブルブルータス、ラム・タム・タガー）
- クレイジー・フォー・ユー（ハリー）
- ジーザス・クライスト＝スーパースター（アンサンブル5枠）
- オペラ座の怪人（アンサンブル8枠）
- ライオンキング（アンサンブル13枠）
- パリのアメリカ人（アンサンブル2枠）
- 劇団四季〜The Bridge〜歌の架け橋
- ロボット・イン・ザ・ガーデン（デイブ）